# Păunești (okręg Ardżesz)
Păunești – wieś w Rumunii, w okręgu Ardżesz, w gminie Ciomăgești. W 2011 roku liczyła 115 mieszkańców.